# НТРК Узбекистана

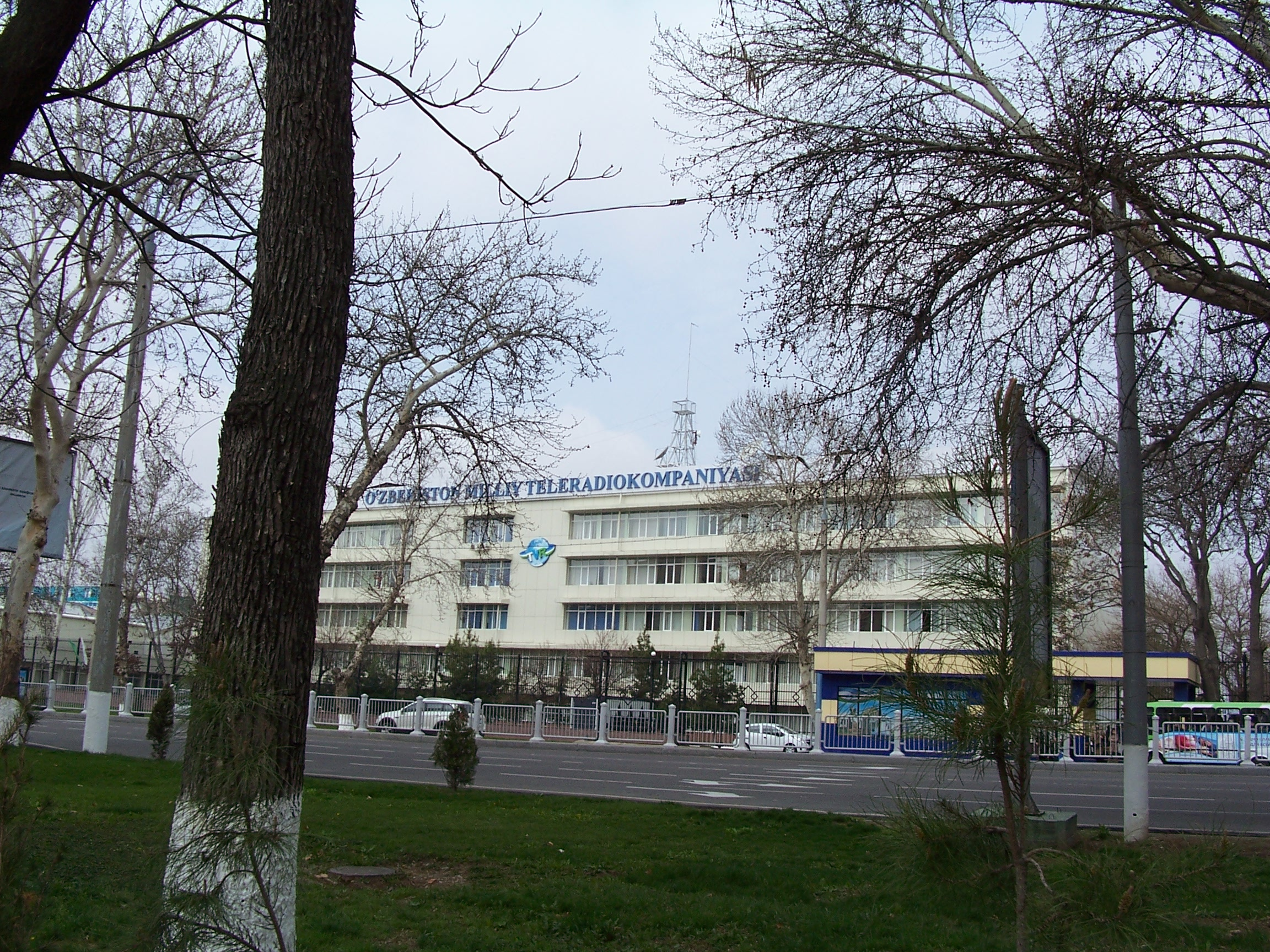
Ташкентский дом радио

Национальная телерадиокомпания (НТРК) Узбекистана (узб. O‘zbekiston milliy teleradiokompaniyasi, O‘zMTRK) — национальная государственная теле- и радиовещательная сеть Республики Узбекистан. По состоянию на декабрь 2016 года вещательная сеть НТРК состоит из 12 телеканалов, 4 радиоканалов и 12 региональных телерадиокомпаний (Республика Каракалпакстан и области). Вещание ведётся в цифровом и аналоговом формате вещания. Также ведётся спутниковое и интернет-вещание.

## История

### Предыстория (1927—1933) и Комитет радиофикации и радиовещания СНК Узбекской ССР (1933—1952)
11 февраля 1927 года НКПЧ Узбекской ССР на средних волнах запустил радиостанцию «Узбекское радио», в том же году было запущено Бухарское областное радио.
В январе 1927 года заведующий русским отделом Узбекского радио Сумбатов пригласил студента САГУ Назирхона Камолова для работы на должность заведующего узбекским отделом и диктора в создаваемую Радио Узбекистана. 11 февраля 1927 года диктор Н. Камолов первый раз вышел в эфир в радиопередаче «Говорит Ташкент» на узбекском языке. Дата 11 февраля 1927 года считается датой рождения Узбекского радио. Первым диктором и основателем Радио Узбекистана считается Назирхон Камолов.
В 1927 году Узбекское радио на узбекском языке выходила в эфир по два часа каждый день. Программа состояла из новостей и концертов, иногда читали лекции и проводили интервью. Участниками первых радиоконцертов были: Беньямин Давидов, Нина Давыдова и Берта Давыдова.
Для улучшения качества радиопередач Н. Камолов обратился за помощью в Союз искусствоведов Узбекистана. В концертных радиопередачах активное участие принимали деятели культуры Юнус Ражаби, Ризки Ражаби, Ортикходжа Имомходжаев, Мулла Туйчи Тошмухаммедов, Тухтасин Джалилов, музыканты Абдукодир найчи, Ахмад Азам, Раим Охун и другие.
На должности заведующего узбекским отделом Радио Узбекистана Н. Камолов воспитал много молодых национальных кадров. Заведующим узбекского отдела и диктором Узбекского радио Н. Камолов работал до июня 1928 года. Вместо себя диктором оставил своего ученика студента училища Ходжимурода Авазходжаева. В дальнейшем дикторами Узбекского радио работали Фотима Юнусова, Туйгуной Юнусходжаева, Кодир Махсумов. К. Рашидов, Уктам Жобиров, Насиба Иброхимова, Кодир Тожиев, Мирзохид Рахимов, Фарход Бобожонов и другие.
Основателями и организаторами Радио Узбекистана являются заведующий отделом и первый диктор Назирхон Камолов и первый директор Искандар Каландаров.
В 1933 году был создан Комитет радиофикации и радиовещания СНК Узбекской ССР (Радиокомитет УзССР), в том же году был создан Комитет радиофикации и радиовещания СНК Каракалпакской АССР, в 1938 году — Комитеты радиофикации и радиовещания Ферганского, Хорезмского, Бухарского и Самаркандского, в 1941 году — Сурхандарьинского, Андижанского и Наманганского, в 1943 году — Кашкадарьинского облисполкомов. В 1932 году на общей частоте с Первой программой было запущено — Наманганское радио, в 1934 году — Андижанское радио, в 1936 году — Хорезмское радио, в 1940 году — Сурхандарьинское радио, в 1946 году — Кашкадарьинское радио. В 1947 году Радиокомитет УзССР начал вести передачи на коротких волнах на зарубежные страны (под позывным «Радио Ташкента»).

### Главное управление радиоинформации Министерства культуры Узбекской ССР (1952—1957)
В 1952 году Радиокомитет УзССР был реорганизован в Главное управление радиоинформации Министерства культура УзССР, областные радиокомитеты в отделы радиоинформации областных управлений культуры. В 1956 году была создана Ташкентская студия телевидения, ставшая действовать под его руководством, состоявшей из общественно-политической, литературно-драматической, музыкальной и детско-юношеской редакций, и Ташкентский телецентр действовавший под руководством Министерства связи Узбекской ССР, которому был передан построенный в том же году аппаратно-студийный комплекс, имевший одну телестудию и одну макетную студию, Одновременно началось ведение радиопередач на ультракоротких волнах.

### Гостелерадио Узбекской ССР (1957—1991)
В 1957 году Главное управление радиоинформации Министерства культуры Узбекской ССР было ликвидировано, вместо него был создан Государственный комитет Совета министров Узбекской ССР по телевидению и радиовещанию, несколько раз переименовывавшийся: с 1967 года — Государственный комитет Совета министров Узбекской ССР по телевидению и радиовещанию, с 1978 года — Государственный комитет Узбекской ССР по телевидению и радиовещанию (Гостелерадио Узбекской ССР), соответственно вместо отделов радиоинформации управлений культуры облисполкомов был руководство областным радиовещанием было передано комитетам по радиовещанию и телевидению облисполкомов (с 1967 года — комитетам по телевидению и радиовещанию облисполкомов). В 1964 году были созданы Хорезмская и Нукусская студия телевидения (обе имели в своём составе главные редакции общественно-политических передач, художественных передач, отдел программ и выпуска). В 1969 году Ташкентский телецентр был передан Государственному комитету Совета министров Узбекской ССР по телевидению и радиовещанию и переименован в Республиканский телецентр, его передающая часть была оставлена в составе Министерства связи Узбекской ССР как Республиканская радиотелевизионная передающая станция. В 1970 году была создана Главная редакция подготовки телефильмов (производила телефильмы под подписью «Узбектелефильм»). В 1977 году Республиканском телецентру был передан новый аппаратно-студийный комплекс, в составе 3 аппаратно-студийный блоков, 5 аппаратно-программных блоков, центральной аппаратной, телекинопроекционной и аппаратных видеозаписи.

### ГТРК Узбекистана (1992—1996)
После 31 августа 1991 года Гостелерадио Узбекской ССР было переименовано в Государственный комитет Республики Узбекистан по телевидению и радиовещанию (Гостелерадио Республики Узбекистан), а 7 января 1992 года оно уже в свою очередь было реорганизовано в Государственную телерадиокомпанию Узбекистана (ГТРК Узбекистана), комитеты по телевидению и радиовещанию облисполкомов в областные телерадиокомпании. ГТРК Узбекистана вела телевизионное вещание по 4-м программам, включая трансляцию программ РГТРК «Останкино» и программ республик Средней Азии и Казахстана, радиовещание по 4-м программам, включая радиопрограмму РГТРК «Останкино» «Маяк», состояла из творческо-производственных структур республиканского телевидения, республиканского радиовещания, радиовещания на зарубежные страны, производственно-технические подразделения, телевидение и радиовещание Республики Каракалпакстан, областей, городские редакции радиовещания. В 1990-е гг. ГТРК Узбекистана запустила телеканалы УзТВ-1, УзТВ-2, УзТВ-3, УзТВ-4 (эфир частично состоял из трансляций российских каналов ОРТ и РТР), а также 2, 3 и 4 программы узбекского радио, само «Узбекское радио» стало называться 1 программа узбекского радио. Частоты 1-й программы Всесоюзного радио перешли 1 программе Узбекского радио, частоты Маяка — 2 программе Узбекского радио, частоты 3-й программы Всесоюзного радио — 3-й Узбекского радио, старая частота Узбекского радио — 4-й программе Узбекского радио. Одновременно началось широкое развитие областного государственная телевидения на общей частоте уже с УзТВ-2: в 1992 году начало передачи Сурхандарьинское, и Ферганское телевидение, в 1994 году — Бухарское телевидение, в 1995 году — Кашкадарьинское телевидение, в 1996 году — Джизакское телевидение и Сырдарьинское телевидение (Самаркандское и Наманганское телевидение начало вещание в более ранний период — в 1989 и 1990 гг. соответственно, Навоийское телевидение в более поздний — в 2002 году).

### ТРК Узбекистана (1996—2005)
7 мая 1996 года ГТРК Узбекистана была переименована в Телерадиокомпанию Узбекистана (ТРК Узбекистана). Телерадиокомпании включала в себя административно-управленческий персонал, телевидение (Генеральная дирекция программ телевидения, тематические дирекции информационных программ, международных программ, художественных программ, музыкальных и развлекательных программ, общественно-политических и познавательных программ, спортивных и молодёжных программ, информационно-развлекательных программ ТВ-2, группа телеоператоров, звукорежиссёров, художников, дикторов, сектор выпуска, машинописное бюро, отдел писем и социологии), радиовещание (генеральная дирекция программ Республиканского радио, тематические главные редакции «Ахборот» («Новости»), международных программ, общественно-политических программ, экономики и сельского хозяйства, литературных программ, музыкальных программ, «Дустлик» («Дружба»), учебных программ, спортивных программ, «Машъал», «Ёшлик», «Ташкент», городские редакции по Ташкентской области, рекламно-коммерческая группа, дикторская группа, режиссёрская группа, корреспондентская сеть и группа социологии, Дирекция вещания на зарубежные страны (включала в себя тематические главные редакции: информации вещания на зарубежные страны, «Ватандошь», вещания на страны Европы, «Осиё», «Шарк», радиоперехватов) дирекция художественных коллективов (Национальный эстрадный оркестр, Камерный оркестр, Оркестр народных инструментов, Заслуженный хоровой коллектив, Детский хор «Булбульча», Ансамбль «Маком», Ансамбль дутаристок, Театр танца «Тановар», Артисты разговорного жанра)).
Также телерадиокомпании были подведомственны предприятия с правами юридического лица "Студия «Узбектелефильм», «Республиканский телевизионный центр», «Республиканский дом радиовещания и звукозаписи», «Нукусский радиотелецентр», а также предприятия по обслуживанию сотрудников телерадиокомпании.
Территориальные телерадиокомпании, обладали правами юридического лица, каждая из них совместно учреждалась ТРК Узбекистана и областными администрациями (хокимиятами) областей или Советом Министров Республики Каракалпакстан, каждая из них включала в себя административно-управленческий персонал (Отдел кадров, Юридическая служба, Отдел экономики и Отдел финансов, учёта и отчётности, Отдел капитального строительства и технический отдел) и Отдел планирования и выпуска, Телерадиокомпания Республики Каракалпакстан включала также Ансамбль дутаристок «Мухаллис», Ансамбль песни и танца, Оркестр народных инструментов Хорезмская областная телерадиокомпания — Ансамбль «Хоразм макоми».
Позднее 1 программа узбекского радио была переименовано в «Oʻzbekiston», 2 программа в Yoshlar, 3 программа в Toshkent, 4 программа в Mahalla, УзТВ-1 в Oʻzbekiston, УзТВ-2 в Yoshlar, УзТВ-3 в Toshkent, УзТВ-4 в Sport.

### НТРК Узбекистана (с 2005)
8 ноября 2005 года ТРК Узбекистана была реорганизована в НТРК Узбекистана, внутри которой были образованы государственные унитарные предприятия "Телерадиоканал «Узбекистан» (на базе телеканала «Узбекистон» и радиоканала «Узбекистон»), "Телерадиоканал «Спорт» (на базе телеканала «Спорт») и Телерадиоканал «Ташкент» (на базе телеканала «Тошкент» и радиоканала «Дустлик»), акционерное общество "Телерадиканал «Йошлар» (на базе телеканала «Ёшлар» и радиоканала «Ёшлар», 50 % акций акционерного общества "Телерадиоканал «Yoshlar» сохраняется в собственности государства, а 50 % — считаются долей Союза молодежи Узбекистана, право управления государственной долей акций в АО "Телерадиоканал «Yoshlar» делегируется НТРК Узбекистана), предприятия «Республиканский телецентр», «Республиканский дом радиовещания и звукозаписи» и «Нукусский телерадиоцентр» были объединение в государственное унитарное предприятие «Республиканский телерадиоцентр» (Respublika teleradiomarkazi), Студия «Узбектелефильм» была реорганизована в Государственное унитарное предприятие «Узбектелефильм» (O’zbektelefilm). 31 марта 2006 года была закрыта «Международное радио Ташкента». 13 декабря 2013 года НТРК Узбекистана запустила телеканалы Oilaviy и Diyor. В 2017 году радиостанция Toshkent была закрыта на её частоте была запущена радиостанция Oʻzbekiston 24. С апреля 2021 года запущен ОТТ-сервис НТРК Узбекистана. 

## Телеканалы и радиостанции

### Основные телеканалы
- Oʻzbekiston — общий
  - Ахборот — ежедневная получасовая информационная программа на узбекском (выпуск в 21.00) и русском (выпуск в 19.30) языках
- Yoshlar — развлекательный
  - Andijon — общий для Андижанской области
  - Buxoro — общий для Бухарской области
  - Fargʻona — общий для Ферганской области
  - Jizzax — общий для Джизакской области
  - Namangan — общий для Наманганской области
  - Navoiy — общий для Навоийской области
  - Qashqadaryo — общий для Кашкадарьинской области
  - Qoraqalpogʻiston — общий для Республики Каракалпакстана
  - Samarqand — общий для Самаркандской области
  - Sirdaryo — общий для Сырдарьинской области
  - Surxondaryo — общий для Сурхандарьинской области
  - Xorazm — общий для Хорезмской области
- Mahalla — образовательный
- Toshkent — общий для Ташкента и Ташкентской области

Доступны через эфирное (цифровое и аналоговое на МВ), кабельное, спутниковое и ОТТ ТВ телевидение.

### Специализированные (тематические) телеканалы
- O‘zbekiston 24 — информационно-аналитический
- Sport — спортивный
- O‘zbekiston Yoshlar
- Madaniyat va Maʼrifat («Культура и образование») — образовательный
- Dunyo Boʻylab («По миру») — географический
- Bolajon («Дитя») — детский
- Navo («Мелодия») — музыкальный
- Oilaviy («семейный»)
- Kinoteatr — киноканал

Доступны через кабельное и цифровое эфирное телевидение.

### Радиостанции
- Oʻzbekiston — общая
  - Ахборот — информационная программа на узбекском и русском (выпуск в 18.00) языках
  - Andijon — общая для Андижанской области
  - Buxoro — общая для Бухарской области
  - Fargʻona — общая для Ферганской области
  - Jizzax — общая для Джизакской области
  - Namangan — общая для Наманганской области
  - Navoiy — общая для Навоийской области
  - Qashqadaryo — общая для Кашкадарьинской области
  - Qoraqalpogʻiston — общая для Республики Каракалпакстана
  - Samarqand — общая для Самаркандской области
  - Sirdaryo — общая для Сырдарьинской области
  - Surxondaryo — общая для Сурхандарьинской области
  - Xorazm — общая для Хорезмской области
- Yoshlar — музыка
- Mahalla — культура
- Oʻzbekiston 24 — информационно-аналитическая
- Radio Toshkent International — международная

Доступны через эфирное радиовещание (УКВ (УКВ CCIR и УКВ OIRT), СВ (передатчик в Уртаауле), Toshkent на ДВ (передатчик в Уртаауле), цифровое вещание и Интернет, ранее через проводное радиовещание.

### Мультимедиа
- Сайт mtrk.uz
- Онлайн вещание https://www.uztv.tv/
- Страница в youtube.com
- Страница в facebook.com

### Печатные издания
- «Говорит и показывает Ташкент»[47]

## Структура
Возглавляется Председателем НТРК Узбекистана (с апреля 2005 по 2 февраля 2017 года, и с 30 августа 2017 года — Алишер Хаджаев)
Структура с 2005 года:
- ГУП "Телерадиоканал «Узбекистан», возглавляет директором
  - Административно-управленческий персонал (Бухгалтерия, Отдел кадров, Юрист)
  - Часть административно-управленческого персонала (Отдел экономики), а также Отдел рекламы и маркетинга, курируются заместителем директора
  - Телеканал «Узбекистан» (Группа планирования и распределения техники, Главная редакция информационных программ «Ахборот», Главная редакция общественно-политических и социально-экономических программ, Главная редакция культурно-просветительских, художественно-развлекательных программ, Студия кинопрограмм и оперативного дубляжа, Служба главного режиссёра (Группа телеоператоров, Группа звукорежиссёров), Служба главного режиссёра выпускающего в эфир, Дикторская группа, Архивный фонд телерадиопередач, Корреспондентские пункты в Республике Каракалпакстан и областях), курируется Первым заместителем директора
  - Радиоканал «Узбекистан» (Группа планирования и распределения техники, Редакция информационных программ «Ахборот», Редакция общественно-политических и социально-экономических программ, Редакция культурно-просветительных и художественных программ, Редакция познавательно-развлекательных и музыкальных программ, Режиссёрская группа, Корреспондентские пункты в Республике Каракалпакстан и областях), курируется Заместителем директора
  - Телеканал «Oilaviy» (Отдел планирования и распределения техники, Редакция культурно-просветительских программ, Редакция развлекательных программ, Редакция кино-, видеопродукции и оперативного дубляжа, Служба главного режиссёра), Студия телеканала UzHD, Студия политических и просветительско-правовых теле- и радиопередач «Янги жамият» курируется заместителем директора
- ГУП "Телерадиоканал «Mahalla»[49], возглавлялся директором
  - Административно-управленческий персонал (Бухгалтерия, Отдел кадров и Юрист)
  - Часть административно-управленческого персонала (Финансово-экономический отдел и Общий отдел), курируется заместитель директора
  - Телеканал «Mahalla» (Группа планирования и распределения техники, Редакция просветительско-воспитательных программ, Редакция социально-правовых программ, Редакция художественно-просветительских программ, Редакция ток-шоу программ, Служба главного режиссёра (Группа операторов, Группа звукорежиссёров, Группа монтажников, Группа художников), Служба главного режиссёра по выдаче в эфир, Эфирная группа, Видеотека)), курируются заместителем директора
  - Радиоканал «Mahalla», курируется заместителем директора
- ГУП "Телерадиоканал «Спорт», возглавляется директором
  - Административно-управленческий персонал (Бухгалтерия, Юрист), а также Отдел планирования телепередач и Отдел планирования и распределения техники
  - Часть административно-управленческого персонала (Отдел экономики и Сектор канцелярии и писем) и Отдел рекламы и маркетинга, курируются заместителем директора
  - Телеканал «Спорт» (Главная редакция информационных программ «Хабарлар», Главная редакция детского, массового спорта и народных игр, Главная редакция познавательно-образовательных и развлекательных программ, Студия трансляционных и спутниковых программ, Служба главного режиссёра (Отдел телеоператоров, Отдел звукорежиссёров), Служба выпускающего режиссёра, Сектор архивного фонда, Корреспондентские пункты), курируется первым заместителя директора
- ГУП "Телерадиоканал «Ташкент», возглавляется директором
  - Административно-управленческий персонал (Бухгалтерия, Отдел кадров, Юрист)
  - Часть административно-управленческого персонала (Отдел экономики, Отдел материально-технического снабжения, Гонорарный отдел, Общий отдел) и Отдел рекламы и маркетинга курируются заместителем директора
  - "Телеканал «Ташкент» (Группа планирования и распределения техники, Главная редакция информационных программ «Пойтахт», Главная редакция общественно-политических и социально-экономических программ, Главная редакция музыкально-развлекательных и кинопрограмм, Служба главного режиссёра (Группа режиссёров, Группа телеоператоров, Группа звукорежиссёров)), курируется первым заместителем директора
  - Радиоканал «Ташкент» (Группа планирования и распределения техники, Главная редакция информационно-аналитических программ Тошкент, Радиоканал «Дустлик», Режиссёрская группа), курируются заместителем директора
- АО "Телерадиоканал «Ёшлар», возглавляется директором
  - Административно-управленческий персонал (Бухгалтерия, Отдел экономики, Отдел материально-технического обеспечения, Гонорарный отдел, Юрист) и Отдел рекламы и маркетинга, курируется заместителем директора
  - Телеканал «Ёшлар» (Группа планирования и распределения техники, Главная редакция информационных программ «Давр», Главная редакция программ по военно-патриотическому воспитанию, Главная редакция культурно-просветительских, научно-массовых, развлекательно-образовательных программ, Студия кинопрограмм и оперативного дубляжа, Студия музыкальных программ, Студия перспективных телепроектов, Служба главного режиссёра (Группа телеоператоров, Группа звуко-режиссёров, Группа видеоинженеров), Служба главного режиссёра выпускающего в эфир, Корреспондентские пункты в Республике Каракалпакстан и областях), курировался первым заместителем директора
  - Телеканал «Болажон», курируется заместителем директора (Редакция (студия) просветительско-развивающих и развлекательно-интеллектуальных телепередач, Редакция (студия) телепередач природоведения и естествознания, Редакция (студия) музыкальных, познавательно-игровых телепередач, Редакция (студия) кино-, видеопродукции и оперативного дубляжа, Редакция (студия) специальных телепередач по изучению иностранных языков)
  - Телеканал «Наво», курируется заместителем директора (Группа подготовки эфира, Служба обеспечения телепрограмм, Группа выпуска эфира)
  - Радиоканал «Ёшлар» (Редакция информационных программ «Давр», Редакция программ военно-патриотического воспитания, Редакция культурно-просветительских, научно-массовых и образовательных программ, Редакция развлекательных и музыкальных программ, Режиссёрская группа, Отдел технического обеспечения), курируется заместителем директора
- ГУП "Телерадиоканал «Madaniyat va ma‘rifat»
  - Телеканал «Madaniyat va ma‘rifat» (Редакция информационно-аналитических программ, Редакция культурно-просветительских программ, Редакция духовно-нравственных программ, Редакция культурно-развлекательных программ, Редакция кино-видеопродукции и оперативного дубляжа)
  - Телеканал «Diyor» (Редакция социально-политических программ, Редакция культурно-просветительских программ, Редакция информационно-аналитических программ)
- ГУП "Телерадиоканал «Dunyo bo‘ylab»
  - Телеканал «Dunyo bo‘ylab» (Редакция информационно-аналитических программ, Редакция познавательно-краеведческих программ, Редакция познавательно-географических программ, Редакция детских и юношеских программ, Редакция кино- и видеопродукции и оперативного дубляжа, Телеканал «Кинотеатр»)
- ГУП «Республиканский телерадиоцентр», возглавляется генеральным директором
  - Административно-управленческий персонал (Отдел экономики и маркетинга, Бухгалтерия, Отдел кадров, Отдел специальных работ, Юрист)
  - Ташкентский телецентр, возглавляется директором, который по должности является первым заместителем Генерального директора
    - Аппаратно-студийный комплекс, возглавляется главным инженером (Служба подготовки телепрограмм (Группа видеомонтажа, Группа видеосъёмок, Производственно-декорационная группа), Служба выдачи в эфир программ, Служба подготовки и выдачи в эфир информационных программ, Служба ремонта и профилактики и Служба передвижных технических средств)
    - Служба главного энергетика (Группа обеспечения электроэнергией телецентра, Группа обеспечения электроэнергией дома радиовещания и звукозаписи и Группа специального освещения телецентра)
    - Управление эксплуатации зданий и сооружений

  - Ташкентский дом радиовещания, возглавляется директором, который по должности является заместителем Генерального директора
    - Аппаратно-студийный комплекс, возглавляется главным инженером (Служба радиовещания, Служба звукозаписи и Служба ремонта и профилактики)

  - Нукусский телерадиоцентр, возглавляется директором
    - Административно-управленческий персонал (Специалист по кадрам и Отдел бухгалтерского учёта и экономики)
    - Аппаратно-студийный комплекс, возглавляется главным инженером (Служба подготовки и выдачи в эфир телепрограмм, Служба радиовещания, Служба звукозаписи, Группа энергопитания)
    - Отдел эксплуатации зданий и сооружений
- ГУП «Узбектелефильм», возглавляется директором
  - Административно-управленческий персонал (Бухгалтерия, Отдел кадров, Юрист, Общий отдел)
  - Редакторская группа и Творческая группа (формируется по договору найма на определенный вид работ), курируются заместителем директора — главный редактор
  - Часть административно-управленческого персонала (Продюсерская группа, Финансово-экономический отдел, Отдел материально-технического снабжения), а также Группа планирования и распределения техники, курировались заместитель директора

## Штаб-квартира
Телевизионное вещание ведётся из Республиканского телецентра на ул. Навои, дом 69, радиовещание из Республиканского дома радиовещания и звукозаписи на ул. Хорезмская, 49

## Награды
- Благодарность Президента Республики Казахстан в области средств массовой информации (25 июня 2018 года) — за освещение Года Узбекистана в Казахстане и вопросов развития казахстанско-узбекистанского сотрудничества в различных сферах[50].